# The Queen Is Dead
The Queen Is Dead (с англ. — «Королева мертва») — третий студийный альбом британской рок-группы The Smiths, выпущенный лейблом Rough Trade Records в Великобритании 16 июня 1986 года и Sire Records в США 23 июня того же года.
Альбом был спродюсирован Моррисси и Джонни Марром — вокалистом и гитаристом коллектива, работая преимущественно с инженером Стивеном Стритом, который работал над предыдущим альбомом группы, Meat Is Murder. Марр написал несколько песен, пока остальные участники квартета гастролировали по Великобритании в начале 1985 года, разрабатывая аранжировки с басистом Энди Рурком и барабанщиком Майком Джойсом во время саунд-чека. Название альбома взято из романа Хьюберта Селби-младшего «Последний выход в Бруклин». На обложке изображён французский актёр Ален Делон в фильме 1964 года «Непокорённый».
Альбом The Queen Is Dead был высоко оценен критиками. Пластинка продержалась двадцать две недели в UK Albums Chart, заняв второе место. Альбом достиг 70-го места в хит-параде Billboard Top LPs & Tape, а в конце 1990 года американская ассоциация звукозаписывающих компаний присвоила ему золотой статус. В 2020 году журнал Rolling Stone поставил The Queen Is Dead на 113-е место в своём обновлённом списке «500 величайших альбомов всех времён». В аналогичном списке NME 2013 года пресса журнала назвала The Queen Is Dead величайшим альбомом всех времён.

## Предыстория
После завершения работы над альбомом Meat Is Murder в декабре 1984 года, гитарист Джонни Марр принялся искать идеи для будущей работы The Smiths. В начале 1985 года группа вернулась в Манчестер: Моррисси поселился в Хейле, а Марр купил дом в Боудоне; последний вскоре послужил местом для написания песен. Марр описывал этот период как попытку «отгородиться от внешнего мира» и сосредоточиться на творчестве, отдалиться от давления Лондона и лейбла. Барабанщик Майк Джойс сравнивал дом Марра с бродвейским зданием Brill из-за его творческой насыщенности. Тем временем Моррисси выражал в текстах песен своё недовольство поп-культурой и музыкальной индустрией.

## Запись
На создание The Queen Is Dead ушло более восемнадцати месяцев, от самых первых музыкальных набросков до окончательного выпуска. Продюсерами альбома выступили сами Моррисси и Марр, работая преимущественно со звукоинженером Стивеном Стритом, который работал над предыдущей работой коллектива Meat Is Murder. Из-за схожести возраста и интересов, они неплохо сдружились: это создало комфортную атмосферу. В то время у группы начали возникать трудности с лейблом Rough Trade. Однако, по словам Стрита, «это не помешало записи, поскольку атмосфера в студии была очень и очень плодотворной». Первая песня с альбома, которая была завершена, «The Boy with the Thorn in His Side», была записана в студии Drone в Манчестере в июле 1985 года. Позже Марр вспоминал, что сочинил мелодию песни, ехав в автобусе во время тура Meat Is Murder. Песни «Frankly, Mr. Shankly», «I Know It's Over» и «There Is a Light That Never Goes Out» были написаны Моррисси и Марром в ходе «марафона создания песен» в конце лета 1985 года в доме Марра в Боудоне. 

## Об альбоме
Диск достиг второй строчки чарта Великобритании и продержался там 22 недели; добрался до 28-й строчки в Канаде и 70-й строчки в американском Billboard Top LPs & Tape.
В конце 90-х альбом получил золотую сертификацию в США и продаётся по сей день.
Журнал Rolling Stone поставил его на 214-ю строчку в списке «500 величайших альбомов всех времён».
Британское издание New Musical Express в 2006 году назвало его вторым в собственном списке лучших британских альбомов, а в 2013 году отдало ему первое место в списке 500 лучших альбомов всех времён. Журнал Q отдал ему третью строчку в списке сорока лучших альбомов восьмидесятых годов.

## Список композиций
Слова и музыка всех песен — Моррисси/Марр, кроме «Take Me Back to Dear Old Blighty» (вступление к песне «The Queen Is Dead»), написанной Эй Джеем Миллсом, Фредом Годфри и Беннетом Скоттом.
| №   | Название                               | Длительность |
| --- | -------------------------------------- | ------------ |
| 1.  | «The Queen Is Dead»                    | 6:24         |
| 2.  | «Frankly, Mr. Shankly»                 | 2:17         |
| 3.  | «I Know It’s Over»                     | 5:48         |
| 4.  | «Never Had No One Ever»                | 3:36         |
| 5.  | «Cemetry Gates»                        | 2:39         |
| 6.  | «Bigmouth Strikes Again»               | 3:12         |
| 7.  | «The Boy with the Thorn in His Side»   | 3:15         |
| 8.  | «Vicar in a Tutu»                      | 2:21         |
| 9.  | «There Is a Light That Never Goes Out» | 4:02         |
| 10. | «Some Girls Are Bigger Than Others»    | 3:14         |